# Son Fullaneta
Son Fullaneta és una possessió del terme municipal de Llucmajor, Mallorca, a la sortida d'aquesta població per la carretera que la uneix amb Campos.
Son Fullaneta està situada entre la vila de Llucmajor, el Vinyet d'en Canals, Alacantí i el molí de ses Basses. En el Llibre del Repartiment de Mallorca era anomenada Benissalam i correspongué a Bernat Tolosa, de Barcelona. Després passà a la família Garau i prengué el nom de Son Garau dels Ullastres. Documentada el 1578 pertanyia a Nicolau Fullana. Aleshores, tenia cases, celler i molí de sang. Estava dedicada al conreu de vinya i cereals. També tenia una guarda d'ovelles amb producció de formatge i llana.